# Mallinella oreo
Mallinella oreo (лат.) — вид пауков-муравьедов рода Mallinella (Zodariidae). Встречаются на острове Шри-Ланка (Южная Азия). Назван в честь шоколада Oreo.

## Описание
Пауки мелких размеров (около 5 мм) желтовато-коричневого цвета. Карапакс яйцевидный, гладкий, блестящий, тёмно-коричневый в передней части; фовеа красно-коричневая. Формула ног 4132. Лабиум треугольный, жёлто-коричневый. Стернум жёлтый, с редкими чёрными волосками. Боковые края стернума с небольшими полукруглыми ямками перед каждым тазиком третьей и четвёртой парой ног. Ноги желтоватые, с проксимальным бугорком на передних бёдрах. Опистосома овальная; дорзум темно-сепиевый. Рисунок на дорсуме опистосомы с крупными бледными пятнами, первая и вторая пары пятен сливаются, образуя почковидные пятна, за ними следуют третья и четвёртая пары продолговатых пятен, пятая пара пятен вертикально соединена с четвёртой парой. Mallinella oreo имеет с представителями группы M. annulipes общий признак выступающих внутрь дигитиформных латеральных границ эпигины. В пределах группы annulipes самцы M. oreo наиболее сходны с самцами M. moncheri поскольку оба имеют дигитиформный RTA, менее заметную цимбиальную складку, которая составляет менее половины длины цимбиума, диагонально выровненное основание эмболуса, но может быть отделено от него треугольным бугорком, как VTA (умеренно развитый с изогнутой вершиной у M. moncheri), и субтерминально раздвоенным эмболусом (тонкий неразветвлённый у M. moncheri). Самки также наиболее сходны с самками M. moncheri, поскольку обе имеют терминально тупые дигитиформные латеральные границы эпигины, но могут быть отделены от неё полукруглой формой эпигинальной пластинки (V-образная у M. moncheri) и небольшой передней срединной впадиной эпигины (глубокая срединная впадина у M. moncheri).

## Классификация
Вид был впервые описан в 2025 году. Сходен с видом Mallinella moncheri из группы M. annulipes.